# Caligodorus opacus
Caligodorus opacus är en skalbaggsart som beskrevs av Leconte 1872. Caligodorus opacus ingår i släktet Caligodorus och familjen Aphodiidae. Inga underarter finns listade.